# Saison 9 de Camping Paradis
 (avril 2020).
Si vous disposez d'ouvrages ou d'articles de référence ou si vous connaissez des sites web de qualité traitant du thème abordé ici, merci de compléter l'article en donnant les références utiles à sa vérifiabilité et en les liant à la section « Notes et références ».
 (avril 2020).
Chronologie
Saison 8 Saison 10
Cet article présente les épisodes de la neuvième saison de la série télévisée Camping Paradis.

## Distribution

### Acteurs principaux
- Laurent Ournac : Tom Delormes, le propriétaire du camping
- Patrick Guérineau : Xavier Proteau, le barman
- Thierry Heckendorn : André Durieux, le régisseur
- Candiie : Audrey Dukor, la responsable de l'accueil
- Constance Labbé : Adèle (épisode 1), la responsable des sports
- Ariane Brodier : Juliette Vanin (épisodes 3 à 5), la responsable des sports

### Acteur secondaire
- Patrick Paroux : Christian Parizot, le vacancier grincheux

## Liste des épisodes

### Épisode 1:Les Mots du Cœur
- Belgique : 25 juin 2017 sur RTL-TVI
- Suisse : 27 juin 2017 sur RTS Un
- France : 5 septembre 2017 sur TF1

- Belgique : 371 686 téléspectateurs soit 22,2 % (première diffusion)[1]
- France : 5,07 millions de téléspectateurs, soit 23,3 %[2] (moyenne des deux parties)

- Arièle Semenoff : Colette
- Audrey Looten : Julie
- Rodolphe Couthouis : Quentin
- William Dechelette : Arthur
- Léa Casanova : La voisine de Parizot

- À partir de cette saison, les séries Une famille formidable, Joséphine, ange gardien, Camping Paradis et Clem sont diffusées en deux parties.
- Cet épisode est le dernier avec Adèle.
- Audrey est le troisième personnage principal dont la tante apparaît à l'écran après Ariane (Ça décoiffe au camping) et Tom (L'oncle d'Amérique, Une voix en or).
- Audrey a fait cinq ans de médecine avant de suivre son fiancé qui gérait un camping en Bretagne. Seule sa tante l'a soutenue. L'intrigue est partiellement reprise dans l'épisode Mon père, ce breton.

### Épisode 2:Tel épris qui croyait prendre
- Suisse : 29 août 2017 sur RTS Un
- Belgique : 10 septembre 2017 sur RTL-TVI
- France : 25 septembre 2017 sur TF1

- Belgique : 475 730 téléspectateurs soit 27,2 % (première diffusion)[1]
- France : 4,20 millions de téléspectateurs, soit 18 %[3] (moyenne des deux parties)

- Vanessa Demouy : Florence
- Renaud Leymans : Sébastien
- Clémence Bretécher : Mila
- Garance Thenault : Céline
- Guillaume Auvert : Jules
- Laurent Olmedo : Paul
- Emilie Hantz : Léa
- Fabien Ara : Le jeune marin

- La régate sera à nouveau évoquée dans l'épisode Mon père, ce breton.

### Épisode 3:Une nouvelle vie
- Suisse : 26 septembre 2017 sur RTS Un
- Belgique : 1er octobre 2017 sur RTL-TVI
- France : 2 octobre 2017 sur TF1

- Belgique : 488 265 téléspectateurs soit 29,1 % (première diffusion)[1]
- France : 4,34 millions de téléspectateurs, soit 18,1 % [4] (moyenne des deux parties)

- Mathieu Delarive : Jérôme
- Nova Louna Castano : Sophie
- Rebecca Hampton : Caroline
- Juliet Lemonnier : Émilie
- Emilie Deville : Hélène
- Léo Romain : Clément
- Catherine Le Coq : Mme Lejeune
- Mathieu Lestrade : Le voisin de Parizot
- Patrick Seminor : Le campeur dragueur

- Troisième épisode portant sur la paraplégie. Celle-ci est plus grave, car le personnage ne guérit pas.
- André, Xavier et Tom devraient se souvenir que Parizot a été leur intérimaire, mais ce n'est pas le cas dans cet épisode.
- Premier épisode avec Juliette.

### Épisode 4:Famille nombreuse, famille heureuse
- Suisse : 24 octobre 2017 sur RTS Un
- Belgique : 11 novembre 2017 sur RTL-TVI
- France : 13 novembre 2017 sur TF1

- France : 4,92 millions de téléspectateurs, soit 21 %[5] (moyenne des deux parties)

- Alexandre Varga : Stanislas
- Nicolas Carpentier : Christophe
- Chloé Lambert : Elodie
- Nathan Bensoussan : Martin
- Iléana Courbey : Pauline
- Lévanah Solomon : Mathilde
- Milo Mazé : Oscar
- Brune Martin : Amélie

- Parizot et Tom n'ont aucune interaction dans cet épisode.

### Épisode 5:Mon beau-frère et moi
- Suisse : 26 décembre 2017 sur RTS Un
- Belgique : 7 janvier 2018 sur RTL-TVI
- France : 29 janvier 2018 sur TF1

- Belgique : 452 475 téléspectateurs soit 23,3 % (première diffusion)[1]
- France : 4,70 millions de téléspectateurs, soit 20,1 %[6] (moyenne des deux parties)

- Alexia Degremont : Maud
- Arnaud Gidoin : Greg
- Barbara Probst : Elsa
- Romain Fleury : Antoine
- Emeline Faure : Roxane

- Cet épisode marque la dernière apparition de Juliette.
- Le thème de la magie présent dans Magic Camping revient dans cet épisode.

### Épisode 6:La copine de mon pote
- Suisse : 13 février 2018 sur RTS Un
- Belgique : 18 mars 2018 sur RTL-TVI
- France : 23 avril 2018 sur TF1

- Belgique : 558 312 téléspectateurs soit 29,1 % (première diffusion)[1]
- France : 4,83 millions de téléspectateurs, soit 21.6 %[7] (moyenne des deux parties)

- Stéphanie Pasterkamp : Alexandra
- Arthur Jugnot : Zacharie
- Victoria Grosbois : Delphine
- Louna Espinosa : Gwen
- Kylian Rehlinger : Nathan
- Jules Fabre : Fabian
- Hélène Collin Mégy : La femme 1
- Nathalie Dodivers : La femme 2
- Aline Raballo : La quinqua de l'atelier